# Дивци (Ваљево)
Дивци су насељено место града Ваљева у Колубарском округу. Према попису из 2022. било је 541 становника.

## Географија и положај
Селом доминира равничарски рељеф са доста ораница, али постоје и шуме у брдским пределима. Кроз село протиче река Колубара.
Дивци се граниче са следећим селима: Кланицом, Лозницом, Лукавцем, Клашнићем и Радобићем. Село је удаљено 12 километара од Ваљева и веома добро је повезано са другим селима и околним градовима, јер се налази на магистрали Београд - Ваљево и прузи Београд - Бар. Дивци су на раскрсници путева који воде ка западној, северној, источној и јужној Србији. Постоје и два моста преко реке Колубаре.

## Етимологија имена
Према књизи „Ваљевска села“, село је добило име по птицама које су својевремено насељавале овај крај. Оне су се звале „вивци“. Међутим говором народа „в“ се изменило у „д“ и добијен је назив Дивци.

У књизи „Насеља српских земаља“ (књига IV) из 1907, наводи се следеће:
| „ | Народ прича да је некад око Врела било тако много тица, које се зову вивци, па како је старо село било код Врела, где је садашња црквина, онда су дошљаци из подсмеха звали старинце Вивцима и Дивцима, те по томе, веле, остало и име селу. Пре ће бити или да су се старе породице или новије звале Дивци, па су тиме дале име селу. | ” |

## Историја
Дивци су село које већ постоји у почетку XVIII столећа, а народно предање даје му дубоку старост. У списку села из 1737. године, који је саставила аустријска администрација у Београду међу селима округа ваљевског записано је и ово село: „Divze“

### Порекло становништва и оснивање села
*Напомена - следе подаци из књиге IV, „Насеља српских земаља“ објављене од Јована Цвијића 1907. године у Београду:
Као најстарије породице овог села и оне, за које се не зна да су досељене, као да су биле и у Старом Селу, код црквине, па се у почетку XIX столећа и пред крај XVIII населиле на данашња места јесу Штулићи и Ђурићи. Штулићи су данас више механе, има их 9 кућа и славе св. Јована. Ђурићи, некад најзнатнија и највећа породица, данас су спали на 3 куће, које су све три на умору, славе св. Ђурђа.
По времену досељења најстарији су Поповићи досељени из Пауна од породице Ђорђевића. Поповићи су прво отишли у Срем, па се после повратили као свештеници и населили овде, а не на старом месту у Паунама; њих је десет кућа и славе Ђурђиц.
Пред Кочину крајину, на годину дана после Поповића, доселили су се Ерићи из Никшићке жупе у две породице, због крвнине и једна се настанила овде, а друга отишла у Степојевац, окр. београдског. Од њих су данас 4 куће, славе св. Луку.
Јевђенијевићи, Васиљевићи, Томићи и Шумарчевићи су једна породица досељена пре Кочине крајине из Лелића од породице Давидовића, данас их је 10 кућа, славе св. Николу. У првом устанку досељени су из Осата Крсмановићи, неколико презимена, а 8 кућа, славе св. Јована.
После првог устанка досељени су Зебићи из Јадра од Лознице, има их 4 куће, славе св. Лазара. Кад и они, досељени су и Планићи из Пјешиваца у Црној Гори, има их 3 куће, славе зачеће св. Јована. Са њима су се доселили Шљакићи из Роваца, има их 3 куће, славе св. Алимпија. Стојковића предак призетио се у овом селу после 1820. године, а доселио се из Мајиновића од породице Лазаревића, данас их је 4 куће, славе св. Алимпија. Грчића предак доселио се из села Грка у Срему и призетио се, те их има 3 куће и славе св. Николу.
Новитовићи досељени пре 25. год. (тад!) из Добрача у ужичком округу, има их 3 куће, славе св. Арханђела. Доселио их је брат општински писар на имање које је купио. Тешић, Ђурић, Ђокић, Смиљанић, Драјић и Петровић су досељеници последњих година. Смиљанић је из Бранковине од породице Марковића, слави св. Николу, призетио се у овом селу. Драјић је од Драјића из Каменице и овде се призетио, слави св. Јована. Петровић је из Бајине Баште, окр. ужичког доселио се као слуга и купио имање, слави св. Николу. Ђурић је из Мартинића у Црној Гори доселио се као надничар, слави св. Петку. Ђокић призетио се и доселио из Мајиновића и слави св. Алимпија, а Тешић доселио се из Јакља у окр. ужичком и слави св. Арханђела.
Томић уљез у праве Томиће из Лукавца, примио славу и презиме њихово.
За остале привремене житеље овог села може се рећи, да су већином Ужичани и из Срема, насељени на имању Крсмановића, који живе у Обреновцу.
*ПОДАЦИ УНЕТИ ИЗ ОВЕ КЊИГЕ ЗАВРШАВАЈУ СЕ 1907. ГОДИНОМ, ТАКО ДА НИКАКО НЕ ОДРАЖАВАЈУ СЛИКУ ПОРЕКЛА И РАЗВОЈА СТАНОВНИШТВА НАКОН ПОМЕНУТЕ ГОДИНЕ, У НАРЕДНОМ, ВЕЋ ДУЖЕ НЕГО СТОГОДИШЊЕМ ПЕРИОДУ!

### Црква и знаменитости села
Прва црква је подигнута у 13. веку и била је посвећена Св. Ђорђу. Турци је руше, а 1597. је подигнута нова црква посвећена истом светитељу. Када је премештена у село Рабровицу, Турци су је запалили. Обновљена је 1857. и ова црква и данас постоји на истим темељима. Рестаурирана је више пута, а последњи пут након земљотреса када је била веома оштећена. Коначно је прерађена 2007. Изграђена је у барокном стилу (део комплекса око цркве, као и инвентар унутар цркве). Нема моштију или других реликвија. Мештани цркву посећују више током већих празника и причести.
Познати свештеници:
- Хаџи Рувим који је иза себе оставио списе и плоче утиснуте у зидове цркве.
- Никанор Савић (1903—1990) који је рођен у Рабровици, после одласка у Хиландар постао је проигуман и у своје време 5. духовник Српске православне цркве

Други сабор Богомољачког покрета био је у овој цркви.

## Развој становништва
Према списку села из ваљевске епархије у 1735. години, Дивци су имали 18 домова. По харачким тефтерима ово село имало је 1818. год. 55 домова са 67 пореских и 177 харачких лица..
По попису од 1866. год. у селу је било 73 дома са 464 становника, докле по попису од 1874. год. било је 58 домова са 340 становника. По попису од 1884. Дивци су имали 63 дома са 328 становника, докле по попису од 1890. било је 67 домова са 371 становником. По попису од 1900. био је 71 дом са 397 становника.

## Демографија
У насељу Дивци живи 594 пунолетна становника, а просечна старост становништва износи 41,7 година (40,5 код мушкараца и 42,9 код жена). У насељу има 217 домаћинстава, а просечан број чланова по домаћинству је 3,30.
Сви становници са овог подручја су верници, већином православни хришћани. Запажен је одлазак младих у градску средину (Ваљево, Београд), а има оних који трајно живе у иностранству (Немачка, Швајцарска, Аустрија, Енглеска). Има старих напуштених кућа, чији се број повећава. Број деце се смањује.
Ово насеље је великим делом насељено Србима (према попису из 2002. године), а у последња три пописа, примећен је пад у броју становника.
|  |

| Демографија | Демографија | Демографија |
| Година      | Становника  | Становника  |
| ----------- | ----------- | ----------- |
| 1948.       | 641         |             |
| 1953.       | 702         |             |
| 1961.       | 766         |             |
| 1971.       | 714         |             |
| 1981.       | 793         |             |
| 1991.       | 730         | 693         |
| 2002.       | 717         | 736         |

| Етнички састав према попису из 2002.‍ | Етнички састав према попису из 2002.‍ | Етнички састав према попису из 2002.‍ | Етнички састав према попису из 2002.‍ | Етнички састав према попису из 2002.‍ |
| ------------------------------------ | ------------------------------------ | ------------------------------------ | ------------------------------------ | ------------------------------------ |
|                                      |                                      |                                      |                                      |                                      |
| Срби                                 | Срби                                 |                                      | 700                                  | 97,62%                               |
| Македонци                            | Македонци                            |                                      | 3                                    | 0,41%                                |
| Југословени                          | Југословени                          |                                      | 1                                    | 0,13%                                |
| непознато                            | непознато                            |                                      | 12                                   | 1,67%                                |

| Година пописа     | 1948. | 1953. | 1961. | 1971. | 1981. | 1991. | 2002. |
| ----------------- | ----- | ----- | ----- | ----- | ----- | ----- | ----- |
| Број домаћинстава | 131   | 145   | 185   | 188   | 210   | 214   | 217   |

| Број чланова      | 1  | 2  | 3  | 4  | 5  | 6  | 7 | 8 | 9 | 10 и више | Просек |
| ----------------- | -- | -- | -- | -- | -- | -- | - | - | - | --------- | ------ |
| Број домаћинстава | 37 | 46 | 43 | 38 | 25 | 20 | 5 | 2 | 0 | 1         | 3,30   |

| Пол    | Укупно | Неожењен/Неудата | Ожењен/Удата | Удовац/Удовица | Разведен/Разведена | Непознато |
| ------ | ------ | ---------------- | ------------ | -------------- | ------------------ | --------- |
| Мушки  | 316    | 88               | 196          | 13             | 10                 | 9         |
| Женски | 301    | 49               | 197          | 39             | 5                  | 11        |
| УКУПНО | 617    | 137              | 393          | 52             | 15                 | 20        |

| Пол    | Укупно                    | Пољопривреда, лов и шумарство | Рибарство                            | Вађење руде и камена | Прерађивачка индустрија       |
| ------ | ------------------------- | ----------------------------- | ------------------------------------ | -------------------- | ----------------------------- |
| Мушки  | 149                       | 29                            | 0                                    | 6                    | 35                            |
| Женски | 89                        | 29                            | 0                                    | 1                    | 25                            |
| УКУПНО | 238                       | 58                            | 0                                    | 7                    | 60                            |
| Пол    | Производња и снабдевање   | Грађевинарство                | Трговина                             | Хотели и ресторани   | Саобраћај, складиштење и везе |
| Мушки  | 5                         | 18                            | 9                                    | 1                    | 15                            |
| Женски | 0                         | 1                             | 9                                    | 0                    | 2                             |
| УКУПНО | 5                         | 19                            | 18                                   | 1                    | 17                            |
| Пол    | Финансијско посредовање   | Некретнине                    | Државна управа и одбрана             | Образовање           | Здравствени и социјални рад   |
| Мушки  | 0                         | 5                             | 6                                    | 8                    | 2                             |
| Женски | 1                         | 1                             | 2                                    | 5                    | 6                             |
| УКУПНО | 1                         | 6                             | 8                                    | 13                   | 8                             |
| Пол    | Остале услужне активности | Приватна домаћинства          | Екстериторијалне организације и тела | Непознато            | Непознато                     |
| Мушки  | 1                         | 0                             | 0                                    | 9                    | 9                             |
| Женски | 1                         | 0                             | 0                                    | 6                    | 6                             |
| УКУПНО | 2                         | 0                             | 0                                    | 15                   | 15                            |

## Привреда

### Пољопривреда
Највећи број домаћинстава се бави пољопривредом. Узгајају се житарице, највише кукуруз, пшеница, јечам и овас. Од индустријског биља гаји се нешто соје. Од поврћа највише се гаји кромпир, парадајз, паприка, купус и лук, док се од крмног биља највише гаје луцерка и детелина. Од воћа, највећи је број стабала шљиве која се највећим делом користи за производњу ракије. Гаје се још и јабуке, вишње, крушке, трешње и ораси.

### Остало
Осим пољопривреде не велики број људи је запослен и у осталим привредним делатностима, као што је прерада руде, у прерађивачкој индустрији, грађевинарству, трговини, саобраћају, некретнинама, државној управи, образовању, здравству и услужним делатностима.
Пошта је почела са радом 15.12.1946. и има једног запосленог.

## Саобраћај
Пошто кроз село пролази магистрални пут Београд - Ваљево путна мрежа је веома развијена, са честим проласком аутобуса, што становницима омогућује брзо мигрирање у околна места или градове.
Сви главни путеви су асфалтирани, а постоји и тротоарска мрежа кроз село.
У селу постоји и аеродром који је симболика села. Аеродром се налази уз пругу Београд - Бар и уз магистрални пут који спаја Ваљево са Београдом. Опремљен је пистом дужине 1250 метара. Аеродром се користи за обуку и летење спортских пилота, једриличара, падобранаца, моторних змајева и параглајдериста.
Овде се налази Железничка станица Дивци.

## Школство
Школа у селу је првобитно организована као основна школа у Рабровици, а касније, 1952. је премештена у просторије тадашњег дома и то је била Нижа гимназија. Школа није имала своју зграду до 1999. када је изграђена нова школа. Носи назива народног хероја Стевана Филиповића. То је матична, основна осмогодишња школа, која има и три раздвојена одељења у Рабровици, Кланици и Лозници (од првог до четвртог разреда).
Постоји и предшколска група чији је организатор установа „Милица Ножица“. Такође се примећује пад у броју ученика сваке године.

## Здравство
Дом здравља ради само неколико дана недељно и првенствено има улогу за старије људе који нису у могућности да оду до здравственог центра у Ваљеву, или који примају сталну или одређену терапију.
Ветеринарска амбуланта постоји од 1968. и обухвата следећа села: Дивци, Лозница, Кланица, Лукавац, Дупљај и Веселиновац.

## Култура
Културни живот у прошлости се одвијао кроз посела, игранке, вашаре, приредбе, а данас млади воде другачији живот. Најчешће одлазе у околне градове (Ваљево, Лазаревац).

## Спорт
Постоји фудбалски тим ФК „Дивци“ који је тренутно у развоју, а састоји се из првог и другог тима. Улаже се велики напор у његов развој. Фудбалско игралиште је уз аеродром.

## Знаменити Дивчани
- Десанка Максимовић, српска песникиња, рођена у засеоку Рабровица 1898, а умрла у Београду 1993.
- Дејан Мијач рођен 1934. у Бијељини (БиХ) од оца Божидара Мијача свештеника (у Цркви Пренос мошти св Николе у Рабровици), а мајка Ружица, учитељица. Основну школу завршио у Рабровици, а гимназију у Ваљеву.
- проф. др Драган Поповић, предавао је атомску физику на ПМФ у Београду.
- Михаило Јокић, доктор математичких наука, дугогодишњи директор Економске школе у Ваљеву и професор на факултету.
- Михајло Жуњић, био је први пилот који је оборио немачки авион 6. априла 1941.
- Никанор Савић, дугогодишњи проигуман у манастиру Хиландар
- др Ђура Поповић, био је професор Медицинског факултета у Београду[15]

## Галерија слика
- Дивци - панорама
- Дивци - панорама
- Дивци - панорама
- Дивци – панорама
- Дивци - црква и сеоско гробље
- Дивци - панорама - центар
- Дивци - панорама - центар
- Дивци - пруга Београд - Бар
- Дивци - сеоско домаћинство
- Дивци - спортски аеродром
- Дивци - спортски аеродром
- Дивци - стара железничка станица